# Astranthium robustum
Astranthium robustum là một loài thực vật có hoa trong họ Cúc. Loài này được (Shinners) DeJong mô tả khoa học đầu tiên năm 1965.